# Martyrium (musikalbum)
Martyrium är det norska kristna black metal-bandet Antestors andra studioalbum. Albumet utgavs 2000 av det svenska skivbolaget Endtime Productions.

## Låtlista
1. "Spiritual Disease" – 6:42
2. "Materalistic Lie" – 3:13
3. "Depressed" – 6:43
4. "Thoughts" – 7:09
5. "Under the Sun" – 5:00
6. "Inmost Fear" – 5:38
7. "Searching" – 3:00
8. "Martyrium" – 2:59
9. "Mercy Lord" – 6:40

Alla låtar skrivna av Lars Stokstad (musik) och Kjetil Molnes (text).

## Medverkande
Musiker (Antestor-medlemmar)
- Martyr (Kjetil Molnes) – sång
- Vemod (Lars Stokstad) – gitarr
- Gard (Vegard Undal) – basgitarr
- Armoth (Svein Sander) – trummor
- Pilgrim (Erling Jørgensen) – gitarr

Bidragande musiker
- Tora – sång

Produktion
- Jan Ove Andersen – producent
- Samuel Durling – producent
- Antestor – producent, ljudtekniker, ljudmix
- Göran Finnberg – mastring
- Necrolord (Kristian Wåhlin) – omslagskonst
- Pilgrim – foto
- Sverre Malling – logo

### Fotnoter
1. ↑  Martyrium på discogs.com